# Tamara Braun
Tamara Braun (Evanston, 18 aprile 1971) è un'attrice statunitense.
È famosa per aver interpretato Carly Corinthos e Kim Nero in General Hospital, di Ava Vitali in Il tempo della nostra vita e di Reese Williams in La valle dei pini.

## Biografia
Tamara Braun nasce a Evanston (Illinois) da una famiglia di origine ebraica.

## Carriera
Braun nel 2001 entra nel cast della soap opera General Hospital nel ruolo di Carly Corinthos che interpreta fino al 2005 e brevemente nel 2014. Nel 2008 entra nel cast della soap opera Il tempo della nostra vita nel ruolo di Ava Vitali ritornando poi nel ruolo dal 2015 al 2016 e nuovamente dal 2020 al 2025.
Brevemente nel 2011 nella stessa soap opera interpreta Taylor Walker. Nel 2008 entra nel cast della soap opera La valle dei pini nel ruolo di Reese Williams, restando fino al 2009. Nel 2017 ritorna nella soap opera General Hospital interpretando Kim Nero, rimanendo fino al 2019.

## Filmografia parziale

### Cinema
- I sapori della vita (Soul Food), regia di George Tillman Jr. (1997)
- Fallen Arches, regia di Ron Cosentino (2000)
- Little Chenier, regia di Bethany Ashton Wolf (2006)
- Pretty Rosebud, regia di Oscar Torre (2014)
- Dead Trigger, regia di Mike Cuff e Scott Windhauser (2017)
- Il rapimento di Angie (Abduction of Angie), regia di Danny J. Boyle (2017)

### Televisione
- Cinque in famiglia (Party of Five) - 1 episodio (1998)
- I magnifici sette (The Magnificent Seven) - 1 episodio (1998)
- Buffy l'ammazzavampiri (Buffy the Vampire Slayer) - 2 episodi (1997-1998)
- Settimo cielo (7th Heaven) - 1 episodio (1998)
- E vissero infelici per sempre (Unhappily Ever After) - 2 episodi (1998)
- Jarod il camaleonte (The Pretender) - 1 episodio (1999)
- Zoe, Duncan, Jack & Jane - 1 episodio (1999)
- Off Centre - 2 episodi (2001)
- General Hospital- 709 episodi (2001-2005, 2014, 2017-2019)
- Freddie - 4 episodi (2005-2006)
- Dr. House - Medical Division (House, M.D.) - 1 episodio (2006)
- Cold Case - Delitti irrisolti (Cold Case) - serie TV, episodio 4x11 (2006)
- Ghost Whisperer - Presenze (Ghost Whisperer) - 1 episodio (2007)
- Senza traccia (Without a Trace) - 1 episodio (2007)
- Il tempo della nostra vita (Days of Our Lives) - 350+ episodi (2008, 2011, 2015-2016, 2020-2025)
- CSI - Scena del crimine (CSI: Crime Scene Investigation) - 1 episodio (2008)
- La valle dei pini (All My Children) - 81 episodi (2008-2009)
- Saving Grace - 2 episodi (2009)
- Castle - serie TV, episodio 5x04 (2012)
- Terapia d'urto (Necessary Roughness) - 1 episodio (2013)
- La verità di Alice (Her Dark Past) - film TV (2016)
- The Rookie - 1 episodio (2019)

## Doppiatrici italiane
Nelle versioni in italiano delle opere in cui ha recitato, Tamara Braun è stata doppiata da:
- Emilia Costa in Dr. House - Medical Division
- Alessandra Cassioli in Cold Case - Delitti irrisolti
- Ilaria Stagni in Ghost Whisperer - Presenze
- Deborah Ciccorelli in Il rapimento di Angie
- Laura Latini in Senza traccia
- Elena Morara in CSI - Scena del crimine
- Rachele Paolelli in Castle
- Micaela Incitti in Supernatural
- Alessandra Bellini in Bosch

## Premi
- Daytime Emmy Award
  - 2009: "Daytime Emmy Award for Outstanding Supporting Actress in a Drama Series"
  - 2020: "Daytime Emmy Award for Outstanding Supporting Actress in a Drama Series"